# جام زرین کلیبری
جام زرین کلیبری (نام علمی: Sternbergia colchiciflora) نام یک گونه از سرده جام زرین است.